# شعب المراشد (حبيل جبر)

تعديل مصدري - تعديل

شعب المراشد هي إحدى قرى عزلة حبيل جبر بمديرية حبيل جبر التابعة لمحافظة لحج، بلغ تعداد سكانها 52 نسمة حسب تعداد اليمن لعام 2004.